# Bustanico
Bustanico (en idioma corso Bustanicu) es una comuna y población de Francia, en la región de Córcega, departamento de Alta Córcega.
Su población en el censo de 1999 era de 77 habitantes.
Aunque el cantón lleva su nombre, Bustanico no es la cabecera del mismo, siéndolo Sermano.